# Анастас Карастоянов
Анастас Николов Карастоянов е български щампар и фотограф.

## Биография
Роден е в Самоков през 1822 г. Учи глиптика при Д. Антикаря и печатарство при Я. Прайнин от Баден-Баден, живеещ в Самоков. Работи в печатницата на баща си Никола Карастоянов и му помага при рязането на гравюри. През 1848 г. съставя Ерминия, смятана за първото ръководство по графична техника в България. Придворен фотограф в Белград през периода 1862 – 1865 г. Снима редица български революционери – Васил Левски, Стефан Караджа, Панайот Хитов, Ангел Кънчев, Ильо войвода и др. Умира в София през 1880 г.
Анастас е баща на фотографите Иван Карастоянов и Димитър Карастоянов.
През 2017 г. община Самоков приема статута и учредява Национална награда за фотографско изкуство „Анастас Карастоянов“. Целта е да се отдаде признание на самоковеца Анастас Карастоянов и рода Карастоянови – пионери на българската фотография, както и да се подчертае голямата роля на Самоков за развитието на фотографията в страната ни.
На считания за пръв българси фотограф през 2024 г. в родния му град е въздигнат паметник от пазарджишкия скулптор Спас Киричев.